# 에르네스토 폰세카 카리요
에르네스토 폰세카 카리요(스페인어: Ernesto Fonseca Carrillo, 1930년 8월 1일 ~ )는 멕시코의 마약 밀매자다. 1980년대 미겔 앙헬 펠릭스 가야르도, 라파엘 카로 킨테로와 함께 과달라하라 카르텔을 설립하였다.
1970년대 초반부터 주로 에콰도르에서 마약 밀매에 관여했으며 나중에 활동을 멕시코로 옮겼다. 후아레스 카르텔의 지도자 아마도 카리요 푸엔테스의 삼촌이기도 하다.